# Greenfield Park
Greenfield Park – jedna z trzech dzielnic miasta Longueuil w Quebecu. Jest wielokrotnie mniejsza od dwóch pozostałych dzielnic zarówno pod względem powierzchni, jak i liczby mieszkańców. Greenfield Park zostało włączone do Longueuil 1 stycznia 2002. Ze względu na duży odsetek ludności anglojęzycznej, dzielnica ta jest oficjalnie dwujęzyczna.
Liczba mieszkańców Greenfield Park wynosi 17 084. Język francuski jest językiem ojczystym dla 46,7%, angielski dla 33,8% mieszkańców (2006).